# Josip Pliverić
Josip Pliverić (Újgradiska, 1847. február 4. – Zágráb, 1907. július 17.), horvát jogász, politikus, egyetemi tanár, a Zágrábi Egyetem rektora. Az ő nevéhez fűződik a modern horvátországi alkotmányjog kidolgozása.

## Élete
1874-ben doktorált Bécsben. 1875-től általános állam- és nemzetközi jogot, horvát-magyar és osztrák közjogot tanított a Zágrábi Egyetem Jog- és Államtudományi Karán. 1881–83 és 1892–94 között a kar általános jogtörténeti docense, 1881–82, 1889–90, 1895–96 között dékánja, 1892–93 és 1904–05 között az egyetem rektora volt.
Prominens unionista politikusként 1893 és 1906 között a horvát parlament képviselője, 1897 és 1905 között a magyar-horvát országgyűlés képviselője volt. Munkáiban bizonyította a teljes horvát államiság megőrzésének szükségességét a horvát-magyar rendezés után is. Megvédte ezt az elméletet olyan neves nemzetközi jogászok előtt, mint például Jellinek heidelbergi professzor.

## Főbb művei
- Pravo medjunarodno u historijskom svom razvitku (Mjesečnik, 1876),
- Pravni odnos Hrvatske prema Madžarskoj (Das rechtliche Verhältnis Kroatiens zu Ungarn, 1885),
- Prinosi ugarsko-hrvatskomu zajedničkom državnom pravu (Beiträge zum Ungarisch-kroatischen Bundesrechte, 1886),
- Hrvatska država (Der kroatische Staat, 1886)